# Expression Language
Expression Language (EL) — скриптова мова виразів, яка дозволяє отримати доступ до Java компонентів (JavaBeans) з JSP. Починаючи з JSP 2.0, використовується всередині JSP тегів для відділення Java коду від JSP для забезпечення легкого доступу до Java компонентів. 
Розвиток EL відбувався з метою зробити його більш простим для дизайнерів, які мають мінімальні пізнання в мові програмування Java. До появи мови виразів, JSP мав кілька спеціальних тегів таких як  скріптлети, вирази, тощо, які дозволяли записувати Java код безпосередньо на сторінці. З використанням мови виразів вебдизайнер повинен знати лише те, як організувати виклик відповідних java-методів. 

## Зовнішні посилання
- Java — Expression Language [Архівовано 24 вересня 2011 у Wayback Machine.] (англ.)